# GDES
In crittografia il Generalized DES Scheme (GDES o G-DES) è una variante del cifrario a blocchi DES sviluppata per aumentarne la velocità della cifratura e, nel contempo, anche la sua sicurezza. L'algoritmo fu proposto nel 1981 da Ingrid Schaumuller-Bichl.

## Struttura e sicurezza
Il GDES generalizza la struttura a rete di Feistel del DES con l'utilizzo di blocchi dati più grandi: in ogni passaggio, la funzione originale del DES viene applicata sul sotto-blocco di 32 bit più a destra e poi il risultato è combinato mediante XOR con le restanti parti; infine il blocco è ruotato di 32 bit a destra.
Nel 1990 Eli Biham e Adi Shamir mostrarono che il GDES era vulnerabile alla crittanalisi differenziale e che ogni variante del GDES più veloce del DES era anche più insicura di esso.